# ایکو یامادا
ایکو یامادا (انگلیسی: Eiko Yamada؛ زادهٔ ۱۳ ژوئن ۱۹۵۴) صداپیشه، بازیگر، و بازیگر تئاتر اهل ژاپن است.